# Charlynch
Charlynch är en by i civil parish Spaxton, i enhetskommunen Somerset, i grevskapet Somerset, i England. Byn är belägen 13 km från Taunton. Charlynch var en civil parish fram till 1981 när blev den en del av Spaxton. Civil parish hade 55 invånare år 1961. Byn nämndes i Domedagsboken (Domesday Book) år 1086, och kallades då Cerdesling.